# Step Up (bande originale du film)
Albums de divers artistes
Step Up 2 the Streets
(2008)
Cet album est la bande originale du film sur la danse Sexy Dance. Les deux singles extraits de cet album sont les titres de Sean Paul et de Ciara.

## Liste des pistes
| #   | Titre                               | Artiste                          |
| --- | ----------------------------------- | -------------------------------- |
| 1.  | "Bout It"                           | Yung Joc featuring 3LW           |
| 2.  | "Get Up"                            | Ciara featuring Chamillionaire   |
| 3.  | "(When You Gonna) Give It up to Me" | Sean Paul featuring Keyshia Cole |
| 4.  | "Show Me the Money"                 | Petey Pablo                      |
| 5.  | "80's Joint"                        | Kelis                            |
| 6.  | "Step Up"                           | Samantha Jade                    |
| 7.  | "Say Goodbye"                       | Chris Brown                      |
| 8.  | "Dear Life"                         | Anthony Hamilton                 |
| 9.  | "For the Love"                      | Drew Sidora featuring Mario      |
| 10. | "Ain't Cha"                         | Clipse                           |
| 11. | "Imma Shine"                        | Youngbloodz                      |
| 12. | "Feelin' Myself"                    | Dolla                            |
| 13. | "Til the Dawn"                      | Drew Sidora                      |
| 14. | "Lovely"                            | Deep Side                        |
| 15. | "U Must Be"                         | Gina Rene                        |
| 16. | "Made"                              | Jamie Scott                      |

## Classement des ventes

### Album
| Année | Pays       | Meilleure position |
| ----- | ---------- | ------------------ |
| 2006  | États-Unis | 6                  |
| 2006  | Australie  | 85                 |

### Singles
| Année | Artiste                      | Single                            | Chart positions | Chart positions | Chart positions |
| Année | Artiste                      | Single                            | U.S.            | U.S. R&B        | Pop 100         |
| ----- | ---------------------------- | --------------------------------- | --------------- | --------------- | --------------- |
| 2006  | Sean Paul feat. Keyshia Cole | (When You Gonna) Give It up to Me | 3               | 5               | 9               |
| 2006  | Ciara feat. Chamillionaire   | Get Up                            | 7               | 10              | 13              |
| 2006  | Chris Brown                  | Say Goodbye                       | 15              | 1               | 43              |